# Дзенґеле (Підляське воєводство)
Дзенґеле (пол. Dzięgiele) — село в Польщі, у гміні Стависьки Кольненського повіту Підляського воєводства.
Населення — 133 особи (2011).
У 1975-1998 роках село належало до Ломжинського воєводства.

## Демографія
Демографічна структура станом на 31 березня 2011 року:
|          | Загалом | Допрацездатний вік | Працездатний вік | Постпрацездатний вік |
| -------- | ------- | ------------------ | ---------------- | -------------------- |
| Чоловіки | 66      | 21                 | 36               | 9                    |
| Жінки    | 67      | 14                 | 40               | 13                   |
| Разом    | 133     | 35                 | 76               | 22                   |